# Kanton Jura
Republika in kanton Jura, manj uradno le kanton Jura (italijansko in retoromansko Giura), je najmlajši izmed 26 kantonov Švicarske konfederacije. Njegovo glavno in največje mesto je Delémont.
Leži v gorovju Jura na severozahodu države. Na vzhodu meji na kantona Basel-Landschaft in Solothurn, na jugu na kanton Bern, na jugovzhodu na kanton Neuchâtel, na zahodu in severu pa na Francijo.
Ozemlje današnjega kantona Jura je postalo del Švice leta 1815, ko je po dunajskem kongresu pripadlo kantonu Bern. Priključitev je v kanton vnesla nemir, saj so bili prebivalci Jure francosko govoreči katoliki, preostanek kantona pa pretežno nemško govoreč in protestantske vere. Zlasti po drugi svetovni vojni se je okrepilo separatistično gibanje za odcepitev Jure od kantona Bern. Leta 1974 so na seriji referendumov, znani kot jurski plebiscit, trije od sedmih okrajev bernske Jure izglasovali ustanovitev samostojnega kantona. Potem ko so leta 1978 ustanovitev podprli tudi volivci preostanka Švice, je samostojni kanton zaživel 1. januarja 1979.
Leta 2021 je prestop iz kantona Bern v kanton Jura izglasovala tudi občina Moutier. Sprememba naj bi se zgodila 1. januarja 2026.

## Upravna delitev
Kanton je razdeljen na tri okraje (districts), ki se nadalje delijo na 50 občin:
- okraj Delémont
  - občine Boécourt, Bourrignon, Châtillon, Courchapoix, Courrendlin, Courroux, Courtételle, Delémont, Develier, Ederswiler, Mervelier, Mettembert, Movelier, Pleigne, Rossemaison, Saulcy, Soyhières, Haute-Sorne, Val Terbi
- okraj Franches-Montagnes
  - občine Le Bémont, Les Bois, Les Breuleux, Les Enfers, Les Genevez, Lajoux, Montfaucon, Muriaux, Le Noirmont, Saignelégier, Saint-Brais, Soubey
- okraj Porrentruy
  - občine Alle, Boncourt, Bure, Coeuve, Cornol, Courchavon, Courgenay, Courtedoux, Fahy, Fontenais, Grandfontaine, Porrentruy, Vendlincourt, Basse-Allaine, Clos du Doubs, Haute-Ajoie, La Baroche, Damphreux-Lugnez, Basse-Vendline